# Evolution Tower
La Evolution Tower (del ruso: Башня Эволюция) es un rascacielos de estilo neofuturista situado en las manzanas 2 y 3 del Centro Internacional de Negocios de Moscú, Rusia. En 2016 Transneft compró el edificio por mil millones de dólares.

## Diseño
La torre fue diseñada por RMJM junto con el artista escocés Karen Forbes y arquitecto ruso Philipp Nikandrov. Su forma hace que parezca dos cintas que se tuercen alrededor del centro. Cada planta está girada unos 3° en relación con la anterior, totalizando un giro de 135°. El diseño de la torre se inspiró en la Catedral de San Basilio, la escultura El beso de Auguste Rodin y el Monumento a la Tercera Internacional.
La construcción de la torre empezó en 2011 y se completó a finales de 2014.

## Premios
Evolution Tower fue nominada finalista de «Mejor Rascacielos de Europa» por el Consejo de Edificios Altos y Hábitat Urbano (CTBUH). Un miembro del jurado del CTBUH responsable de seleccionar los finalistas, Anthony Wood, dijo: «El mundo ha visto un número cada vez mayor de torres retorcidas en la última década, pero Evolution Tower se lleva el récord por el giro más extremo».
Evolution Tower quedó en el segundo puesto en el Premio de Rascacielos Emporis de 2015. Fue reconocido por el jurado por su diseño expresivo.